# Бонапарт, Люсьен-Луи-Жозеф-Наполеон
Люсьен-Луи-Жозеф-Наполеон Бонапарт (фр. Lucien-Louis-Joseph-Napoléon Bonaparte; 15 ноября 1828, Рим, Папская область — 19 ноября 1895, там же) — французский куриальный кардинал. Сын Шарля-Люсьена Бонапарта, 2-го принца Канино и Музиньяно и внук Люсьена Бонапарта. Камерленго Священной коллегии кардиналов с 28 сентября 1876 по 12 марта 1877. Кардинал-священник с 13 марта 1868, с титулом церкви Санта-Пуденциана с 16 марта 1868 по 19 сентября 1879. Кардинал-священник с титулом церкви Сан-Лоренцо-ин-Лучина с 19 сентября 1879. Кардинал-протопресвитер с 27 марта 1885.